# Marzabotto
Marzabotto is een gemeente in de Italiaanse metropolitane stad Bologna (regio Emilia-Romagna) en telt 6491 inwoners (31-12-2004). De oppervlakte bedraagt 74,5 km², de bevolkingsdichtheid is 85 inwoners per km².

## Demografie
Marzabotto telt ongeveer 2769 huishoudens. Het aantal inwoners steeg in de periode 1991-2001 met 19,2% volgens cijfers uit de tienjaarlijkse volkstellingen van ISTAT.
| Jaar | Inwoneraantal |
| ---- | ------------- |
| 1991 | 5252          |
| 2001 | 6262          |

## Geografie
De gemeente ligt op ongeveer 130 meter boven zeeniveau.
Marzabotto grenst aan de volgende gemeenten: Grizzana Morandi, Monte San Pietro, Monzuno, Sasso Marconi, Valsamoggia en Vergato.

## Geschiedenis
Opgravingen hebben aangetoond dat Marzabotto al bewoond was ten tijde van de Etrusken. Op het gebied van de Villa Aria iets ten zuiden van de hedendaagse stad heeft men restanten van een Necropolis en van een redelijk grote stad gevonden.
De stad had een rechthoekig stratenpatroon en lag aan een rivier. De westkant van de stad werd beschermd door steile bergen. Iets hoger heeft men een acropolis gevonden met de ruïnes van tempels. De naam van de Etruskische stad is onbekend. Het gebied is later veroverd door respectievelijk de Kelten en de Romeinen.
Tijdens de Tweede Wereldoorlog heeft in de heuvels boven Marzabotto een slachting plaatsgevonden, de slachting van Marzabotto. Duitse SS troepen onder leiding van Sturmbannführer Walter Reder vermoordden honderden Italiaanse burgers.

## Geboren
- Arciso Artesiani (1922-2005), motorcoureur

## Galerij

Afbeeldingen van de opgravingen bij Marzabotto
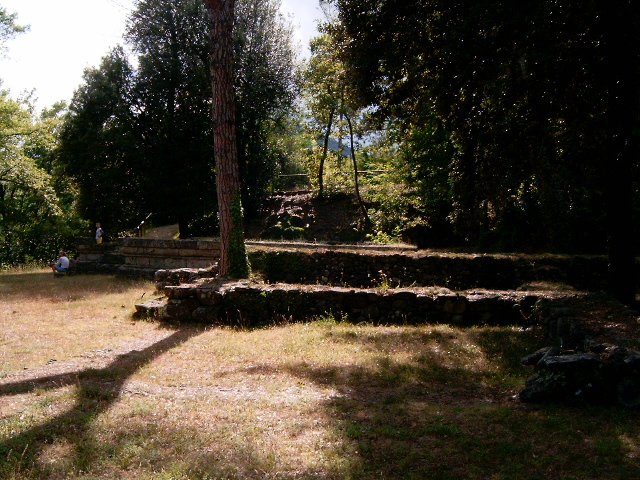
Acroplis van Marzabotto
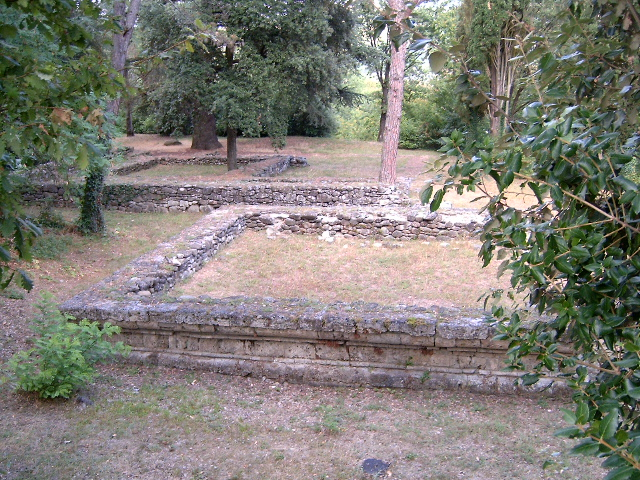
Ruïnes van Tempels
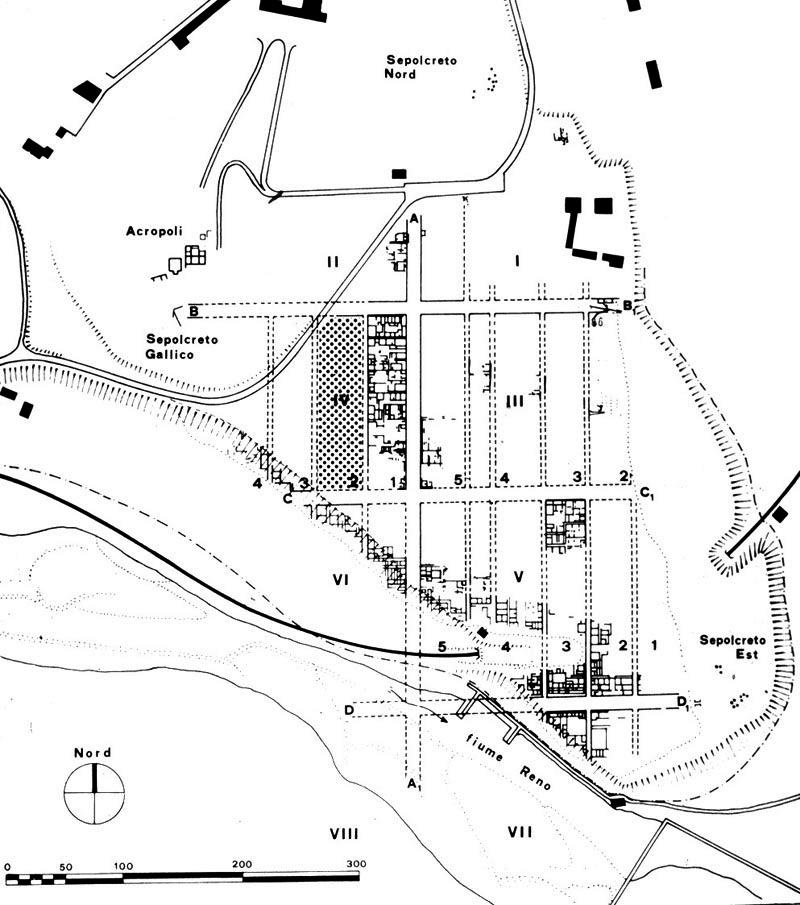
Kaart van de opgravingen